# أبو جعفر الدقيقي
أبو جعفر الدقيقي محدث ومن رواة الحديث، اسمه جعفر محمد بن عبد الملك بن مروان بن الحكم الواسطي الدقيقي، ولد بعد عام ثمانين ومائة من الهجرة، قال عنه أبو حاتم الرازي صدوق ’ وقال الدارقطني ثقة، توفي في شوال سنة 266 هـ.
سمع الجديث من يزيد بن هارون ووهب بن جرير ويعلى بن عبيد وأبي أحمد الزبيري وسعيد بن عامر وعبد الصمد بن عبد الوارث التنوري وأبي علي الحنفي وسلم بن سلام الواسطي ومعلى بن عبد الرحمن وأبي عاصم النبيل وسعيد بن سلام العطار ومسلم بن إبراهيم وعمرو بن عاصم وسليمان بن حرب وغيرهم كثر، وحدث عنه أبو داود وابن ماجه، وإبراهيم الحربي ويحيى بن صاعد وإبراهيم بن عرفة وعبد الرحمن بن أبي حاتم ومحمد بن عمرو بن البختري وأبو سعيد بن الأعرابي وإسماعيل الصفار وأحمد بن سليمان العباداني.